# Plocopsylla nungui
Plocopsylla nungui är en loppart som beskrevs av Schramm et Lewis 1987. Plocopsylla nungui ingår i släktet Plocopsylla och familjen Stephanocircidae. Inga underarter finns listade i Catalogue of Life.